# In God's Country
Singles de U2
Where the Streets Have No Name One Tree Hill
Pistes de The Joshua Tree
Red Hill Mining Town
(6) Trip Through Your Wires (en)
(8)
In God's Country (littéralement « au pays de Dieu ») est une chanson du groupe de rock irlandais U2. C'est la septième piste de leur cinquième album The Joshua Tree. Elle est sortie le 17 novembre 1987 comme quatrième single, uniquement au Canada et aux États-Unis, où elle s'est classée respectivement aux places de 25e et de 44e. De genre rock, c’est un morceau qui joue sur l’imagerie et dont les sonorités vous transportent dans les grands espaces où l’horizon s’étend à l’infini.

## Thématique
La chanson évoque la statue de la Liberté et le désert comme l'explique Adam Clayton, le bassiste du groupe : « Le désert a été une immense source d’inspiration pour nous en tant qu’image mentale de ce disque. La plupart des gens prenaient le désert pour argent comptant et pensaient que c’était une sorte d’endroit stérile, ce qui est bien sûr vrai. Mais, dans le bon état d’esprit, c’est aussi une image très positive, car vous pouvez réellement faire quelque chose avec une toile vierge. » 